# Hans-Michael Elzer

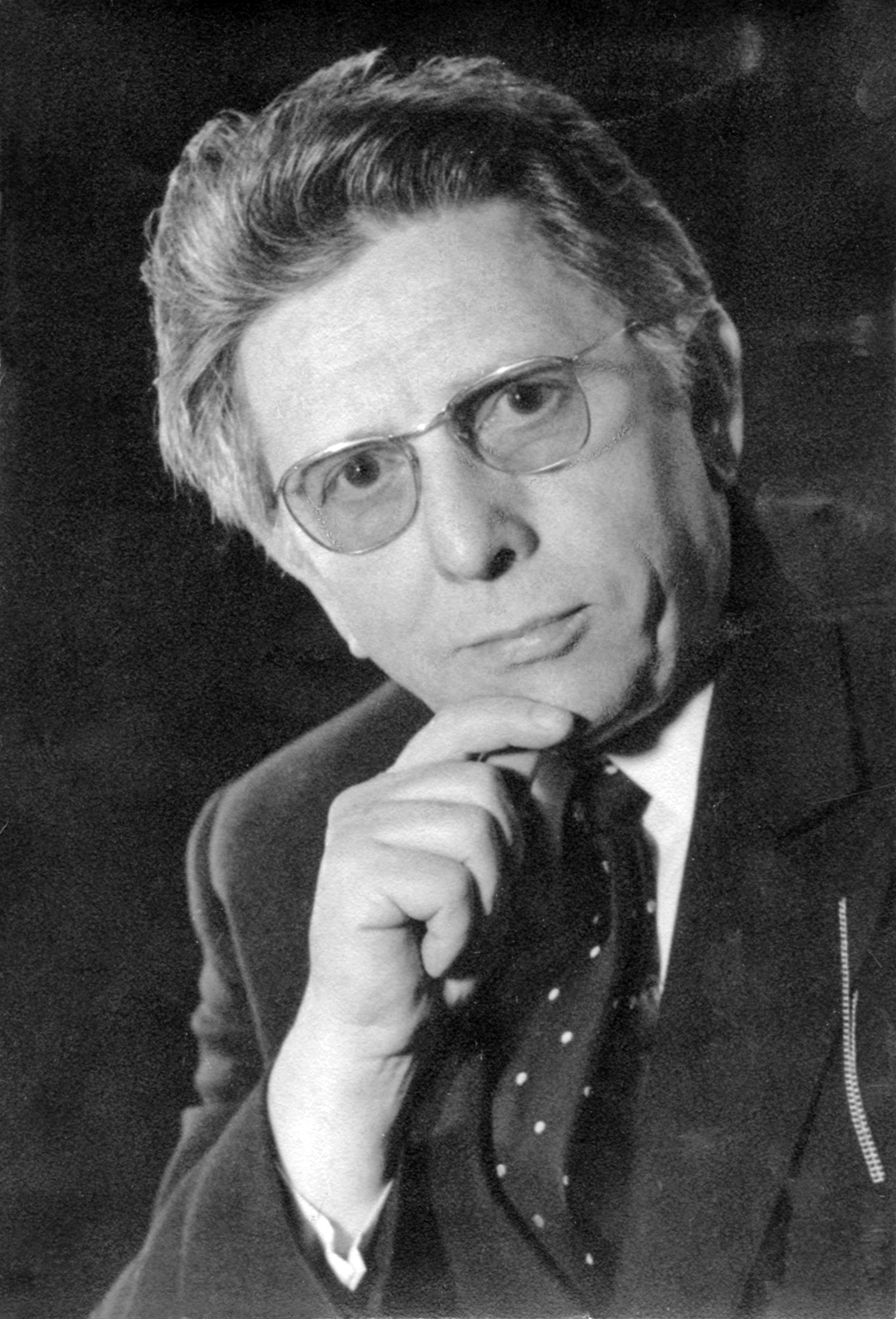
Hans-Michael Elzer (1982)

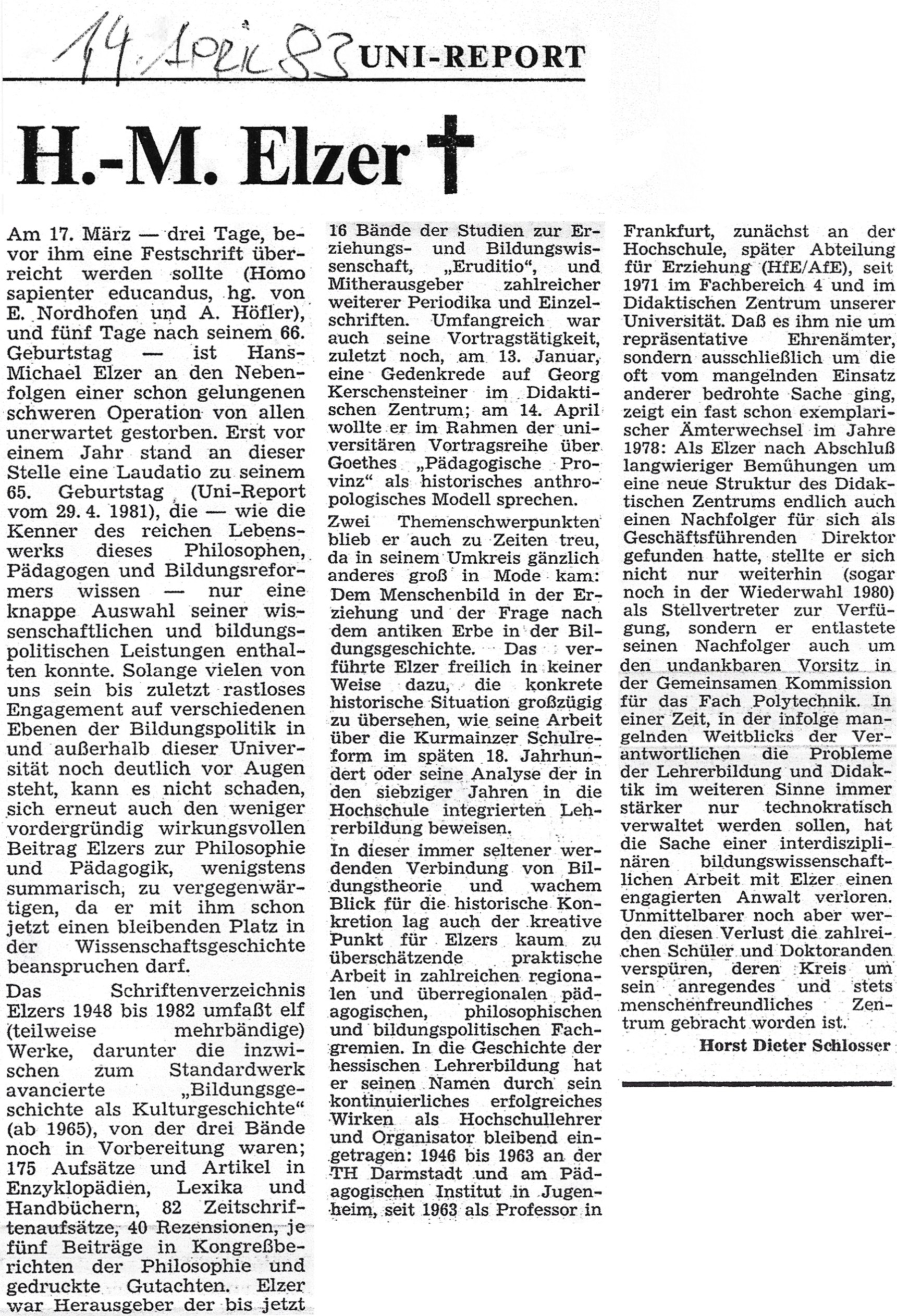
Nachruf auf H.-M. Elzer 1983

Hans-Michael Elzer (* 12. März 1916 in Bensheim an der Bergstraße; † 17. März 1982 in Frankfurt am Main) war ein deutscher Philosoph und Erziehungswissenschaftler.

## Werdegang
Hans-Michael Elzer besuchte das Humanistische Gymnasium in Bensheim, wo er 1935 das Abitur ablegte. Im Anschluss studierte er Philosophie, Geschichte, Biologie, Kunstgeschichte, Pädagogik, Psychologie und Religionswissenschaften. 1942 promovierte er mit einer Arbeit über Die Ein-Form-Lehre in der Anthropologie, insbesondere bei Thomas von Aquin und ihre Anwendung auf die Ethik. 1946 habilitierte er sich mit der Schrift Ontologie der Person.
1945 beteiligte er sich aktiv an der Eröffnung der Schulen, der Technischen Hochschule in Darmstadt und der Lehrerausbildung im neu gebildeten Volksstaat Hessen-Darmstadt.
Von 1945 bis 1947 war er Dozent am Pädagogischen Institut Jugenheim, von 1945 bis 1948 an der Technischen Hochschule Darmstadt. 1947 wurde er apl. Professor, 1948 zum ao. Professor, und 1961 ordentlicher Professor für Philosophie und Geschichte der Pädagogik sowie Direktor des Pädagogischen Instituts. 1963 wurde er nach dessen Auflösung an die Johann Wolfgang Goethe-Universität Frankfurt am Main versetzt als ordentlicher Professor für Erziehungs- und Bildungslehre mit Schwerpunkt Philosophisch-Pädagogische Anthropologie und Bildungsgeschichte. Er war Direktor des Instituts für Allgemeine Erziehungswissenschaft und von 1975 bis 1979 Direktor des Didaktischen Zentrums.

## Weitere Funktionen
Von 1969 bis 1972 war Elzer Vorsitzender der Konferenz für Erziehungswissenschaft und Fachdidaktik in der BRD (Konferenz der Lehrer ausbildenden Institutionen an Universitäten und Pädagogischen Hochschulen), 1971 Präsident des Pädagogischen Hochschultages; von 1972 bis 1978 Vorstandsmitglied der Allgemeinen Gesellschaft für Philosophie in Deutschland, von 1976 bis 1981 Vorsitzender in Hessen und Mitglied mehrerer Kuratorien Wissenschaftlicher Institutionen. Tätig war er ebenso für die Wiedereinführung der Philosophie als Unterrichtsfach im Gymnasium und als Grundwissenschaft im Kernfach für Lehrämter.

## Publikationen
(Auswahl)
- Die Einformlehre in der Anthropologie, insbesondere bei Thomas von Aquin und ihre Anwendung auf die Ethik. O. O., [1942]
- Menschenbild und Menschenbildung. Darmstadt 1956
- Über den Menschen und seine Bildung. Freiburg i. Br. 1960
- Bildungsgeschichte als Kulturgeschichte. Bd. 1. Von der Antike bis zur Renaissance. Ratingen 1965
- Pädagogische und didaktische Reflexionen. Frankfurt am Main 1966
- Bildungsgeschichte als Kulturgeschichte. Bd. 2. Von der Renaissance bis zum Ende der Aufklärung. Ratingen 1967
- Zwei Schriften der Kurmainzer Schulreform von 1770 – 1784. Frankfurt am Main 1967
- Einführung in die Pädagogik. Frankfurt am Main 1968; in griechischer Sprache. Athen 1980
- Beiträge zu Pädagogen und pädagogische Bewegungen. In: Horney, W., Ruppert, J. P.,  Schultze, W., Scheuerl, H.: Pädagogisches Lexikon. 2 Bde. Gütersloh, Bertelsmann 1970
- Die innere und äußere Selbstverwaltung von Hochschule und Schule. Bern 1972
- Philosophische Vergewisserung. Ratingen, Kastellaun, Düsseldorf 1974
- Pädagogik oder die Frage nach der Veränderung des Menschen. 12 Rundfunkvorträge. Ratingen, Kastellaun, Düsseldorf 1975
- Bericht über eine Projektstudie zum Thema "Künftige Berufsmöglichkeiten für Studierende erziehungs- und geisteswissenschaftlicher Studiengänge". Frankfurt am Main 1978
- Philosophie in der Bildungskrise der Gegenwart. Sankt Augustin 1980, 1. Aufl.
- Lebendige Vergewisserung. Bern 1981
- Begriffe und Personen aus der Geschichte der Pädagogik. Frankfurt am Main 1985
- Der Mensch und seine Verwirklichung. Frankfurt am Main, Haag und Herchen 1991

## Herausgeber
- Eruditio – Studien zur Erziehungs- und Bildungswissenschaft. Ab 1975

## Festschrift
- Homo sapienter educandus. Festschrift für Hans-Michael Elzer. Frankfurt am Main 1982